# Данторн, Джо
Джо Данторн (англ.  Joe Dunthorne; 1982, Суонси) — писатель и поэт из Уэльса.

## Биография
Джо Данторн родился в 1982 году в городе Суонси. В его семье у родителей было трое детей. Его две младшие сестры также живут в Уэльсе. С детства Д. Данторн писал стихи и рассказы.
После выпуска из школы Данторн уехал в Австралию на год. Условия проживания были скромными. Он снимал койко-место, где кроме него жило больше 10 человек. Работал в телефонной компании на невысокой должности. Вскоре он начал подниматься по служебной лестнице, но денег хватало только на то, чтобы сводить концы с концами. В 19 лет он обрел независимость: мог покупать дешевые билеты в любую страну мира. «Разве это не жизнь?» — смеётся каждый раз Джо, когда рассказывает о своих путешествиях.
По возвращении домой Джо поступил в Университет Западной Англии. Через четыре года он получил степень бакалавра, а затем получил степень магистра в том же университете.
На последнем курсе начал работу над своим первым романом «Субмарина», о жизни 15-летнего подростка Оливера Тэйта. Произведение было опубликовано в 2008 году и получил признание мирового сообщества. В 2009 году его работа попала в шорт-лист премии Commonwealth Writers Prize в номинации «Лучшая дебютная книга». Позднее по книге был снят фильм Субмарина. Премьера состоялась на кинофестивале в Торонто, в основной прокат она вышла лишь в марте 2011 года.
В 2010 году у Джо вышел дебютный сборник стихов Joe Dunthorne Faber New Poets 5, а через несколько месяцев он представил свой второй роман Wild Abandon, о жизни сестры и брата, которые жили в дали от цивилизации. В 2010 удостоился премии Society of Authors' Encore Award, а в 2012-м году попал в шорт-лист премии Wales Book of the Year Award.
Сегодня Данторн живёт в Лондоне, в старом железнодорожном вагоне. Любит смотреть и играть в футбол. Является членом сборной команды английских авторов.

## Книги
- 2008 — «Субмарина» (англ. Submarine, экранизирован в 2010 году Ричардом Айоади, в российском прокате фильм выходил под названиями «Субмарина»)
- 2012 — Wild Abandon

## Публикации на русском языке
- Интимный дневник Оливера Тейта / Пер. Ю. Ю. Змеевой — М.: РИПОЛ классик, 2010
- Субмарина / Пер. Ю. Ю. Змеевой — М.: РИПОЛ классик, 2011